# Javier del Pino González
Javier del Pino González (Madrid, España, 10 de julio de 1980) es un exfutbolista español. Jugaba de delantero y su último equipo fue el C. D. Numancia de la Segunda División de España.
Es el tercer jugador con más partidos oficiales disputados en la historia del Club Deportivo Numancia (noviembre de 2022).

## Trayectoria
Su carrera futbolística se inició en las categorías inferiores del Club Atlético de Madrid, jugando en su filial aunque, salvo un año en Segunda B, apenas llegó a tener oportunidades en el equipo. Posteriormente fichó por el Xerez C. D., con el que luchó por el ascenso a la Primera División de España. Tras unos años en la entidad de Jerez de la Frontera, pasó a engrosar las filas del Club Deportivo Numancia, con el que ascendió a la Primera División en 2008.
Este brillante jugador del conjunto de Soria destaca por su exquisita clase y técnica, por su movilidad, polivalencia, visión de juego, disparo y dotes de liderazgo.
Militó en el C. D. Numancia hasta finales de junio de 2016 cuando se retiró como futbolista profesional. Actualmente sigue en el club soriano como nuevo director de marketing e imagen corporativa.

## Clubes
| Club                        | País   | Año       |
| --------------------------- | ------ | --------- |
| Club Atlético de Madrid "B" | España | 2001-2002 |
| Xerez Club Deportivo        | España | 2002-2005 |
| Club Deportivo Numancia     | España | 2005-2016 |

## Palmarés

### Campeonatos nacionales
| Título           | Club                    | País   | Año       |
| ---------------- | ----------------------- | ------ | --------- |
| Segunda División | Club Deportivo Numancia | España | 2007-2008 |